# Gare de Saint-Clément-Laronxe
Gare de Saint-Clément-Laronxe vasútállomás Franciaországban, Saint-Clément településen.

## Vasútvonalak
Az állomást az alábbi vasútvonalak érintik:
- Lunéville-Saint-Dié-vasútvonal

## Kapcsolódó állomások
A vasútállomáshoz az alábbi állomások vannak a legközelebb:
- Gare de Lunéville
- Gare de Chenevières